# Jean-Pierre Brard
Pour les articles homonymes, voir Brard.
Jean-Pierre Brard, né le 7 février 1948 à Flers (Orne), est un homme politique français. Membre du Parti communiste français (PCF) de 1962 à 1996 puis de la Convention pour une alternative progressiste (CAP) de 1996 à 2009, il est député de la septième circonscription de la Seine-Saint-Denis de 1988 à 2012 et maire de Montreuil de 1984 à 2008.

## Biographie
D'origine normande, Jean-Pierre Brard est instituteur à Montreuil, puis à Bobigny, en Seine-Saint-Denis.
À l'âge de 23 ans, il s'engage en politique sous les couleurs du Parti communiste français (PCF). Il est élu maire adjoint de Montreuil en 1971, puis maire de Montreuil de 1984 à 2008 et député de 1988 à 2012. Politiquement, il est apparenté au groupe communiste.
En 1996, il quitte le PCF, ayant depuis 15 ans adopté une attitude contestataire et toujours déclaré vouloir changer son parti de l'intérieur. Il rejoint ensuite la Convention pour une alternative progressiste (CAP).
En mars 2008, briguant un cinquième mandat à la mairie de Montreuil, sa liste arrive en tête avec 39,4 % des voix, devant celle de Dominique Voynet, à 32,5 %, mais il est battu le 16 mars 2008 par la sénatrice verte qui emporte 54,2 % des suffrages. 
Il se représente lors des élections législatives de juin 2012, au premier tour il finit deuxième avec 32,75 % des suffrages exprimés derrière Razzy Hammadi du PS (36,71 %). En vertu d'un accord entre le PS et le Front de Gauche, Jean-Pierre Brard se désiste au second tour et Hammadi, seul candidat au second tour, est élu.
Aux élections municipales de 2014, la liste menée par son adversaire Patrice Bessac, qui a obtenu l'investiture du Front de gauche, obtient 18,8 % des voix au premier tour, alors que celle menée par Jean-Pierre Brard, est première avec 25,5 %. Néanmoins, au second tour, Jean-Pierre Brard n'obtient que 35,4 % alors que Patrice Bessac, qui avait fusionné sa liste avec celle du candidat écologiste Ibrahim Dufriche-Soilihi (15 %) et du socialiste Razzy Hammadi (10 %), recueille 37,1 % des suffrages.
Lors des élections municipales de 2020 à Montreuil, il se présente en position non éligible sur la liste divers gauche conduite par Faïza Guidoum Bouziani, qui obtient 4,5 % des voix au premier tour.

## Détail des mandats et fonctions

### Mandat de député
- 23 juin 1988 - 1er avril 1993 : député de la septième circonscription de la Seine-Saint-Denis
- 2 avril 1993 - 21 avril 1997 : député de la septième circonscription de la Seine-Saint-Denis
- 12 juin 1997 - 18 juin 2002 : député de la septième circonscription de la Seine-Saint-Denis
- 19 juin 2002 - 3 février 2003 : député de la septième circonscription de la Seine-Saint-Denis (annulation de l'élection sur décision du Conseil constitutionnel)
- 24 mars 2003 - 19 juin 2007 : député de la septième circonscription de la Seine-Saint-Denis (réélu à la suite d'une élection partielle)
- 20 juin 2007 - 17 juin 2012 : député de la septième circonscription de la Seine-Saint-Denis

### Mandats locaux
- Conseiller municipal et maire :
  - 1971-1984 : conseiller municipal et adjoint au maire de Montreuil
  - 1984-1989 : maire de Montreuil
  - 1989-1995 : maire de Montreuil
  - 1995-2001 : maire de Montreuil
  - 2001-2008 : maire de Montreuil
  - 2008-2014 : conseiller municipal de Montreuil (opposition)
- Conseiller régional : 
  - 1986-1988 : membre du conseil régional d'Île-de-France.

## Affaires judiciaires
Jean-Pierre Brard a eu deux fois affaires à la justice, pour entrave à la liberté de culte, puis pour discrimination religieuse.

### Entrave à la liberté de culte
Le dimanche 6 février 2005, Jean-Pierre Brard effectue une série de visites dans quatre temples protestants situés dans sa ville, intervenant en pleine célébration des cultes. M. Brard justifie son action par sa qualité de maire de Montreuil, agissant « en vertu de son pouvoir de police administrative pour contrôler la sécurité de ces lieux de culte », tandis que la Fédération protestante de France (FPF), porte plainte contre l'édile pour « abus de pouvoir et violation de l'article 32 de la loi du 9 décembre 1905 de séparation des Églises et de l'État ». 
Dans cette affaire, Jean-PIerre Brard obtient un non-lieu, confirmé en appel en mars 2010.

### Discrimination religieuse
Le 8 novembre 2006, lors d'une séance du conseil municipal de Montreuil, Jean-Pierre Brard coupe le micro à Patricia Vayssière, conseillère municipale MNR, en exigeant de « faire disparaître toute forme d'exhibitionnisme religieux provocateur, qui est une violation de la laïcité.» 
Il est condamné le 18 décembre 2008 à 1 500 € d'amende, à 2 000 € de frais de procédure et 5 000 € de dommages-intérêts pour discrimination religieuse. La peine est confirmée en appel le 8 janvier 2010, et son pourvoi en cassation est rejeté le 1er septembre 2010.